# Солин
Солин е град в Южна Хърватия, в областта Далмация. Градът има около 19 011 жители (2001).

## География
Градът се намира на 8 km североизточно от най-важния град на областта – Сплит.

### Климат
Климатът на града е Средиземноморски.

## История
В античността името на града е Салона (на латински: Salonae) и е родно място на император Диоклециан, който след като доброволно абдикира, се връща в Солин, за да изживее последните години от живота си в построения от него Дворец на Диоклециан.
Смята се, че апостол Тит, когато е бил в Далмация е бил и в самия град. През 639 г. градът бива разрушен от славяните.